# Cerro El Cóndor
Cerro El Cóndor es un estratovolcán ubicado en la Cordillera de los Andes, en la provincia de Catamarca (Argentina) a 10 km de la frontera entre Argentina y Chile. Está situado al norte del Volcán Falso Azufre y al oeste del cerro Peinado. Es un volcán activo y se cree que entró en erupción en algún momento de los últimos 10 000 años. Es un pico remoto y de difícil acceso, por lo que fue, probablemente, la última cima de más de 6000 m de los Andes en ser alcanzada.
Según el Instituto Geográfico Nacional, su cima se encuentra a 6373 m s. n. m.. Tiene una caldera de 2,5 km de diámetro cubierta de andesita y lo rodean varios flujos de lava, que se extienden hasta 10 km hacia el este. El más reciente aparenta ser del Holoceno. Desde su cumbre principal es posible ver el volcán Antofalla al norte, el volcán Peinado al este y el volcán Incahuasi, el nevado San Francisco, el volcán El Muerto, el nevado Ojos del Salado y el nevado Tres Cruces al sur.